# 해변의 여인 (2006년 영화)
《해변의 여인》(Woman on the Beach)은 2006년에 개봉한 대한민국의 영화 작품이다. 홍상수가 시나리오와 연출을 함께 맡았다.

## 줄거리
영화 감독 중래는 그다지 내켜하지 않는 후배 창욱을 졸라 서해안으로 여행을 간다. 중래의 여행 목적은 시나리오 작업을 위해서인데, 창욱은 이 여행에 여자친구인 싱어송라이터 문숙을 데려온다. 그러나 문숙은 사사건건 창욱보다 중래와 마음이 맞고, 두 사람은 금방 가까워져 그날밤 창욱을 따돌리고 밀회를 갖는데....

## 캐스팅
- 김승우 : 김중래 역
- 고현정 : 김문숙 역
- 송선미 : 최선희 역
- 김태우 : 원창욱 역
- 문성근 : 정대표 (목소리) 역
- 정찬 : 조연출 역
- 이기우 : 자작나무 관리인 역
- 오태경 : 큰 횟집종웝원 역
- 조덕제 : 작은횟집 주인 역
- 최반야 : 선희친구 역
- 윤동환 : 커플 남 역
- 정주희 : 커플 여 역
- 장남열 : 노을빛은혜 주인 역
- 강성근 : 작은횟집 여주인 역
- 이상민 : 차 미는 남자 1 역
- 김한규 : 차 미는 남자 2 역

## 기타
- 영화 잡지 《씨네21》이 선정한 2006년의 베스트 영화 5선 가운데 1위로 뽑혔고[1], 미국 뉴욕에서 개봉하여 평론가들에게 좋은 반응을 얻기도 했다.[2]
- 주연 배우 고현정은 제7회 부산영평상 시상식에서 신인여우상을 수상했다.[3]

## 참고자료
- 이성욱 (2006년 8월 29일). “살가운 홍상수 영화, <해변의 여인>”. 씨네21. 2008년 1월 23일에 확인함.[깨진 링크(과거 내용 찾기)]